# 988

## Догађаји
- Јесен – Цар Василије II, уз подршку контингента од 6.000 Варјага (будућа Варјашка гарда), организује одбрану Цариграда како би се суочио са претњом побуњеника, Варде Фоке Млађег и Варде Склира. Василије прелази Босфор и предводи изненадни напад на побуњенички логор Калокира Делфинаса у Хризопољу. Делфинас је заробљен и погубљен.
- 1. април – Шеснаестогодишњи Роберт II од Француске („Роберт Побожни“) оженио се много старијом Розалом (удовицом Арнулфа II). Брак је договорио Робертов отац, краљ Хуго Капет, како би осигурао лојалност Фландријске грофовије.
- Борел II, гроф Барселоне, не обнавља своју оданост Хугу Капету. Постаје де факто независни владар и почиње да кује сопствени новац – то ће бити правно потврђено Корбејским споразумом (1258).
- Карло, војвода од Доње Лорене (млађи брат покојног краља Лотара од Француске), устаје против Хуга Капета. Осваја град Лаон у северној Француској уз подршку свог полубрата Арнулфа (надбискупа Ремса).
- Ел-Мансур  владар Ал-Андалуза, наставља своју офанзиву против краљевстава Леона и Кастиље. Краљ Бермудо II бежи у Замору; град се опире четири дана, али је коначно опљачкан и заробљен.
- Династија Лиао усваја испите за државну службу у „Јужној канцеларији“, на основу модела династије Танг.
- Велики кнез Владимир Велики, владар Кијевске Русије, жени се Аном Порфирогенитом (сестром Василија II) и прихвата хришћанство. Крштен је у Херсону на Криму, узевши хришћанско име Василије (у част свог зета). Владимир се тријумфално враћа у Кијев и почиње христијанизацију Кијевске Русије.
- Межигорски манастир (налази се на реци Дњепар) основао је Михаило I, први митрополит кијевски. Стиже са грчким монасима из Цариграда.
- 18. март – Основан је град Одензе (налази се на острву Фин) у Данској. Краљ Отон III додељује трговачка права суседним насељима.